# Vampyren (målning)
Vampyren, även kallad Kärlek och smärta (norska: Kjærlighet og smerte), är en serie oljemålningar av den norske konstnären Edvard Munch. 
Motivet har sitt ursprung i en teckning från 1890. Målningen i Göteborgs konstmuseum, som utfördes i Berlin 1892–1893, är den första målade versionen. Fram till 1895 målade Munch sammanlagt sex versioner av motivet, ett motiv som han 1916–1918 återanvände i ytterligare fem målningar. Munchmuseet äger sju målningar i serien, en finns på Kunsthalle Würth i Tyskland, en är i privat ägo och en är försvunnen. Därutöver finns flera litografier och träsnitt med samma motiv, bland annat på Thielska galleriet och Museum of Modern Art.
Målningen visar en kvinna som omfamnar en man som vilar sitt nedböjda huvud mot hennes kropp. Hon kysser hans nacke medan det röda, utspridda håret faller ner över de båda, påminnande om rännilar av blod. Den ursprungliga titeln var Kärlek och smärta och det var den konfliktfyllda relationen mellan en man och en kvinna som Munch ville skildra. Munchs besatthet av relationen mellan könen har en bakgrund i personliga upplevelser men den var också ett centralt tema i tidens konst och kulturdiskussion. Munch influerades bland annat av Friedrich Nietzsches och August Strindbergs inlägg i frågan, två personer som han också porträtterade. 
Den som först benämnde målningen Vampyren var Munchs vän, den polske författaren och anarkisten Stanislaw Przybyszewski. I en monografi utgiven 1894 beskrev Przybyszewski motivet som en man som viljelöst rullar sig i djupet medan kvinnan biter honom ”med tusen gifttungor och med tusen gifttänder”.     
Ett exemplar av tavlan blev stulet från Munchmuseet den 23 februari 1988. Tavlan kom till rätta samma höst, då Pål Enger som stulit tavlan, överlämnade den till polisen.

## Andra versioner

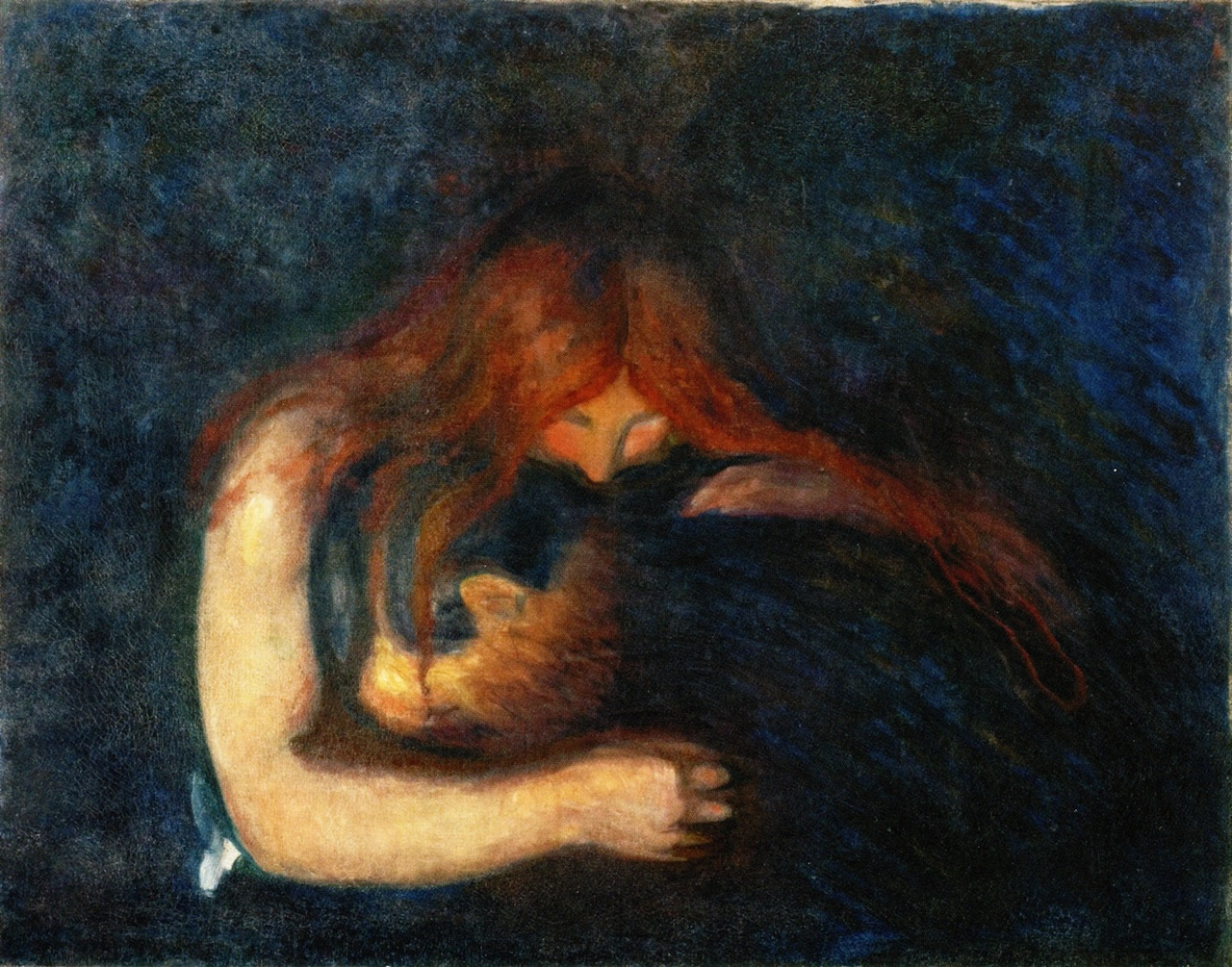
Version från 1893 på Munchmuseet i Oslo.
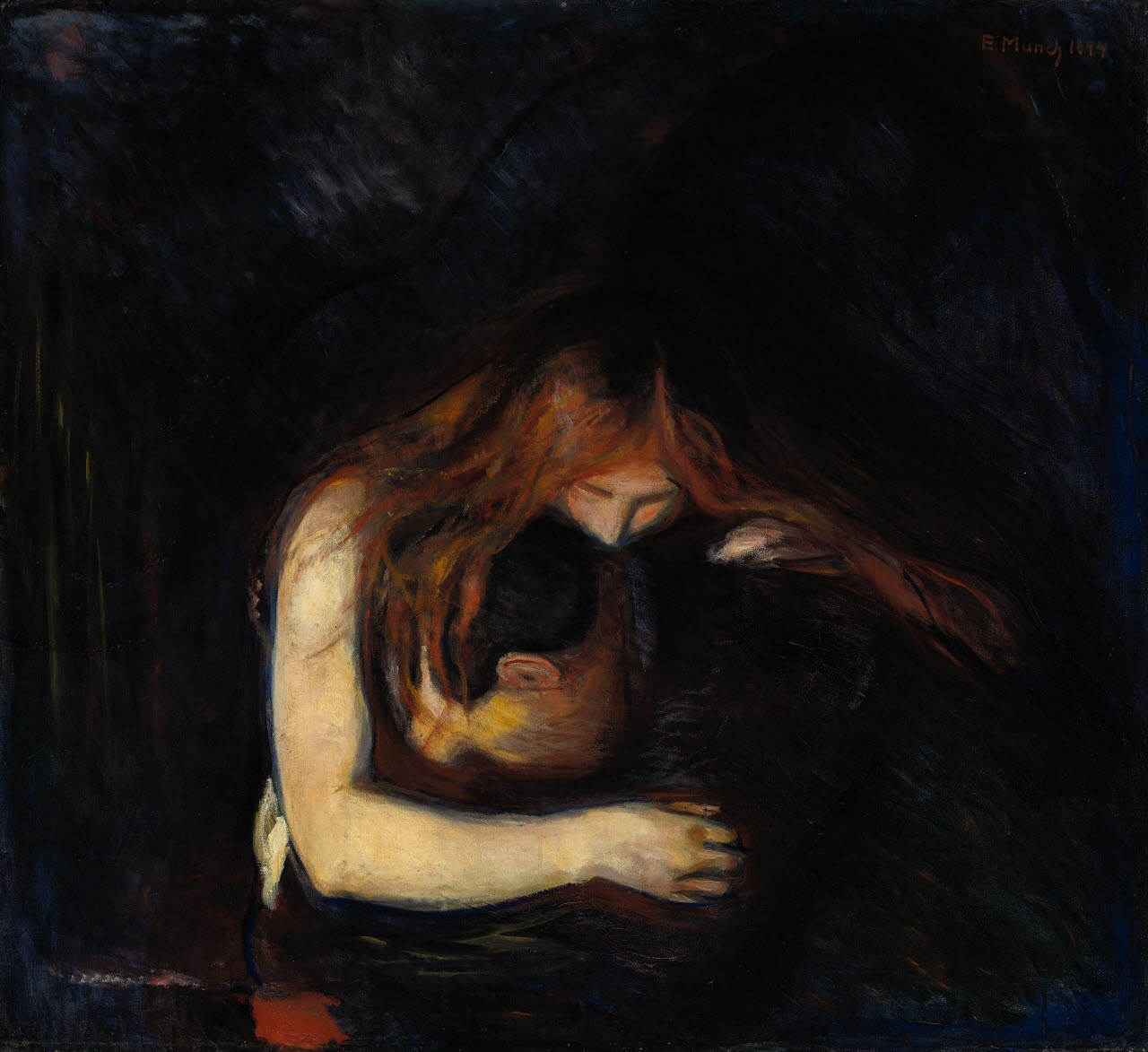
Versionen från 1894 är i privat ägo.
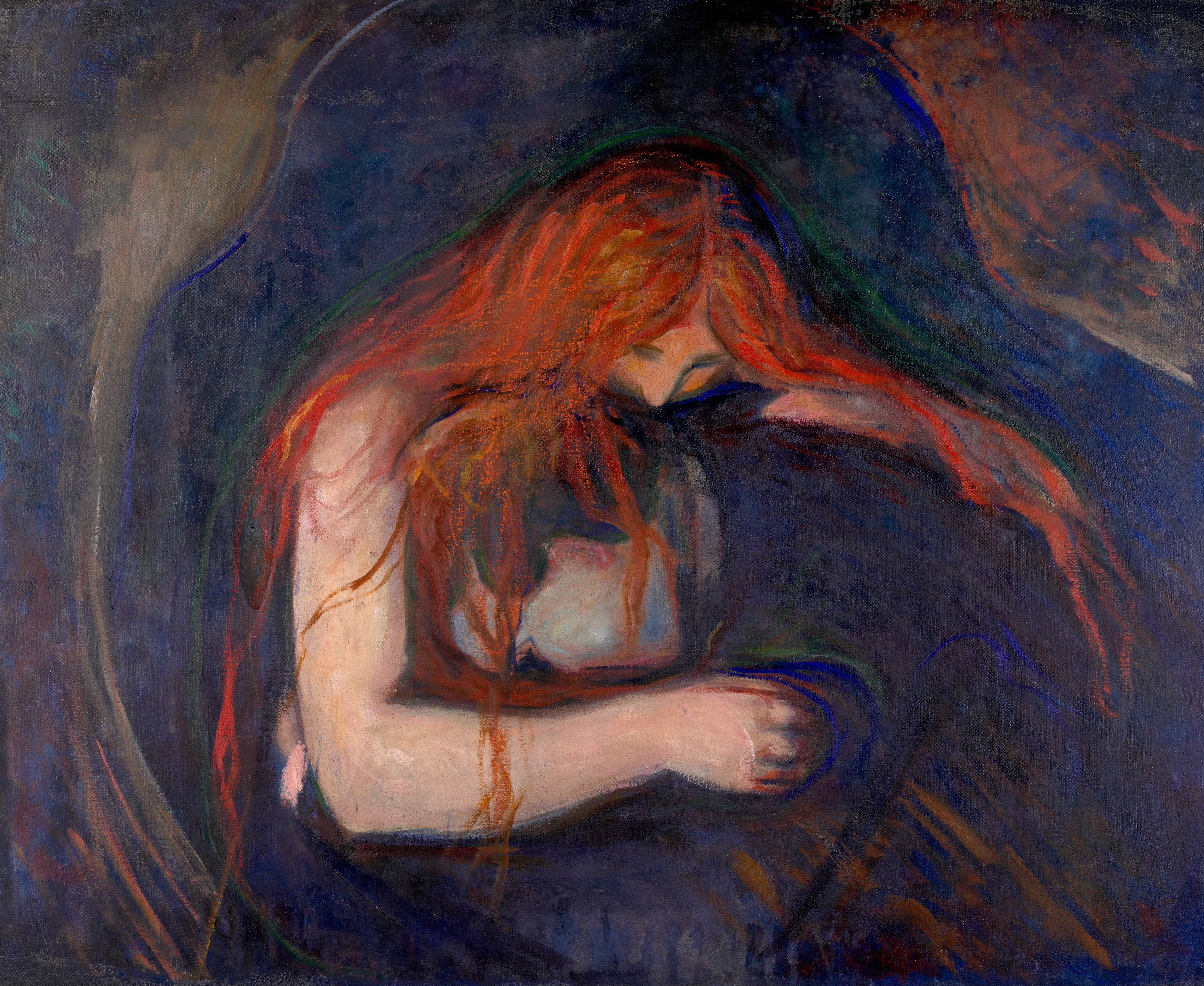
Version från 1895 på Munchmuseet.
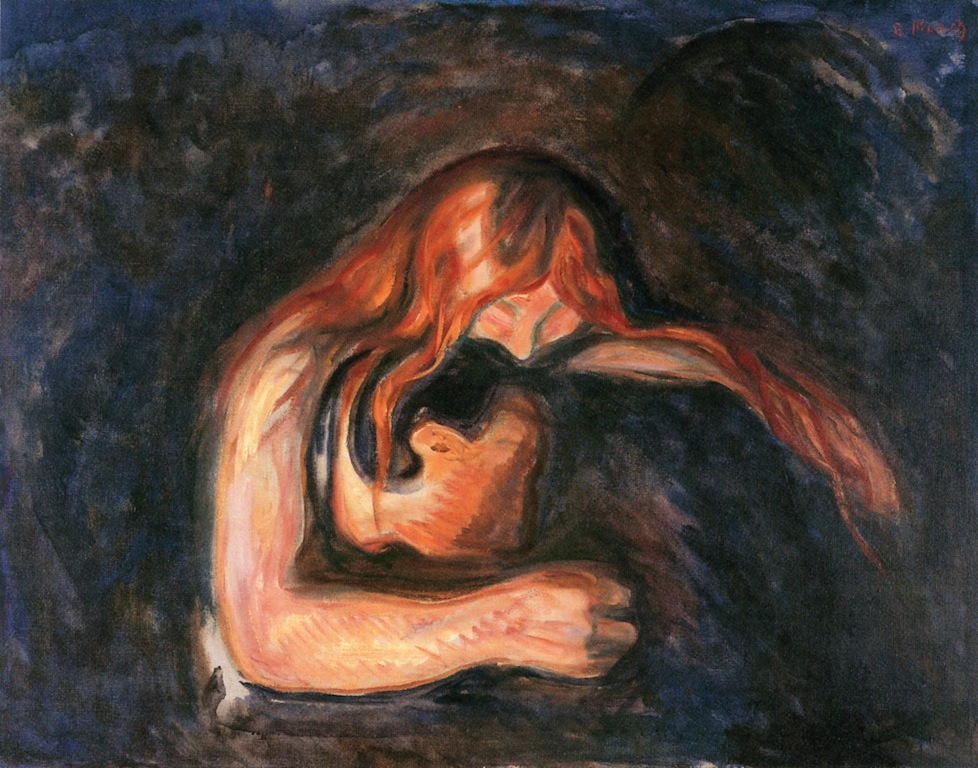
Version från 1916–1918 på Kunsthalle Würth i Schwäbisch Hall.
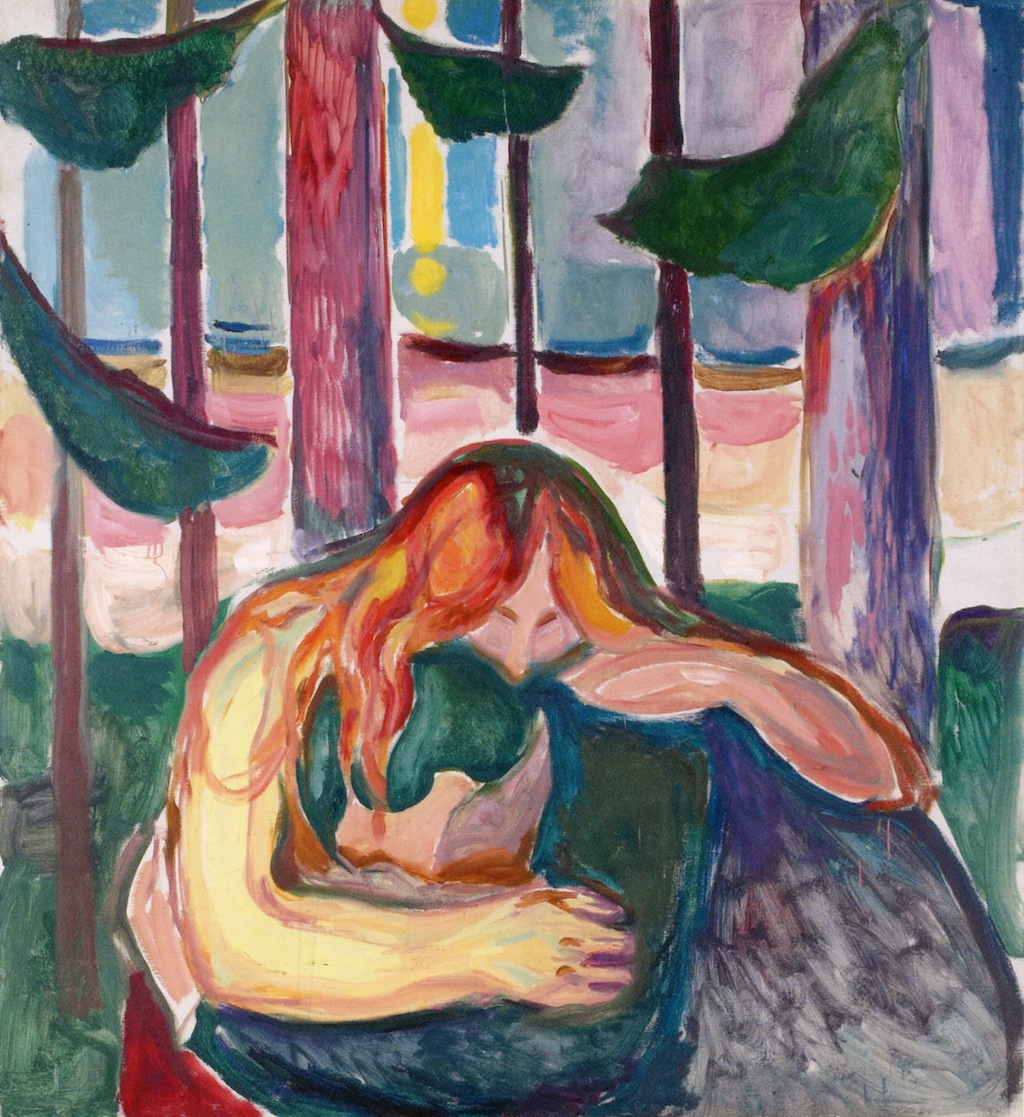
Version från 1916–1918 benämns Vampyr i skogen, utställd på Munchmuseet.
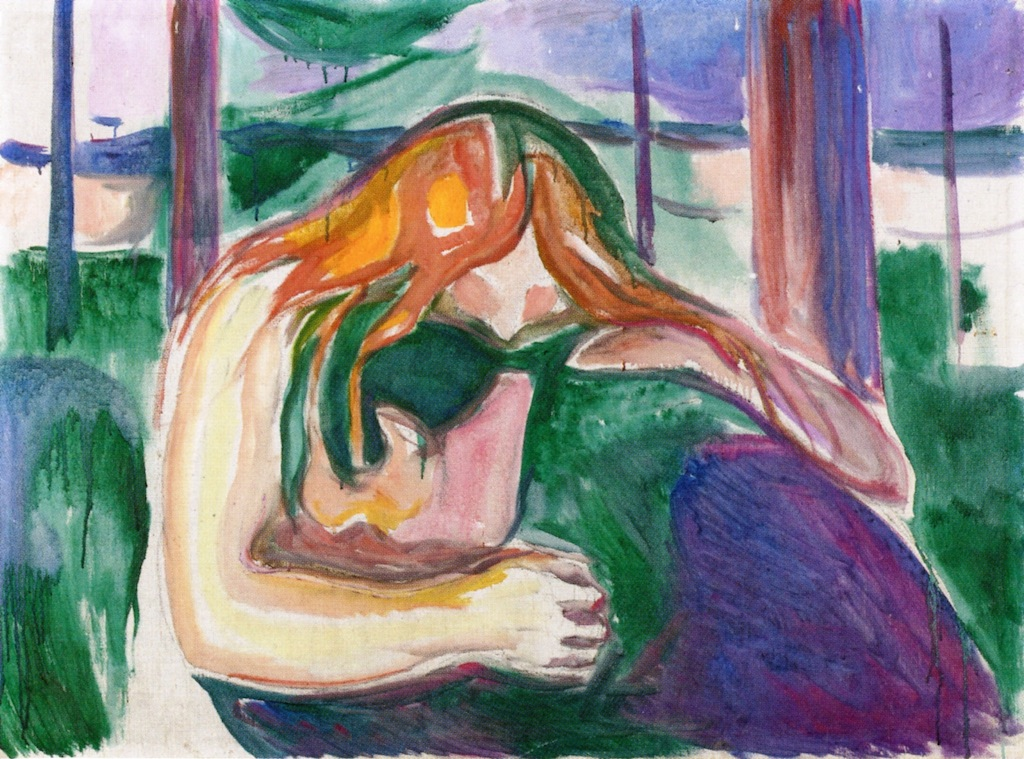
Version från 1916–1918 på Munchmuseet.